# Magda Camps i Paget
Magda Camps i Paget (Casablanca, Marroc, 30 de novembre de 1956) és una exnedadora catalana, especialitzada en estil papallona. Fou campiona de Catalunya quatre vegades en 100 m i dues en 200 m i campiona d'Espanya, en tres ocasions en 100 m i dues en 200 m.
Va ingressar al Club Natació Sabadell el 16 d'agost de 1973. Admirava Aurora Chamorro, esportista del CN Poble Nou que nedava els 100 m papallona al club sabadellenc. Camps també va tenir com a especialitat els 100 m papallona, però també s'entrenava per als 200 i 400 m estils. Va participar en els Jocs Olímpics de 1976, disputats a Mont-real. i en els Campionats d'Europa de 1977 i del Món, al 1978.
Ha entrenat el Club Natació Helios, de Saragossa, el GEEG, de Girona i el Náutico, de Vigo. També ha treballat al Centre Esportiu del Club Sant Julià de Lòria, a Andorra.